# Doanh Sơn
Doanh Sơn chữ Hán giản thể: 营山县, Hán Việt: Doanh Sơn huyện) là một huyện thuộc địa cấp thị Nam Sung, tỉnh Tứ Xuyên, Cộng hòa Nhân dân Trung Hoa. Huyện này có diện tích 1633 km2, dân số năm 2002 là 870.000 người. Huyện này được chia thành các đơn vị hành chính gồm trấn 19, 43hương.
- Trấn: Lãng Trì, Lạc Thị, Tiểu Kiều, Song Lưu, Hồi Long, Đông Thăng, Hoàng Độ, Lão Lâm, Linh Thứu, Tiêu Thủy, Tân Điếm, Lục Thủy, Tam Hưng, Mộc Nha, Tinh Hỏa, Liêu Diệp, Tứ Kiều, Lục Tỉnh, Thành Nam.